# Савона, Николо
Николо Савона (итал. Nicolò Savona; родился 19 марта 2003 года, Аоста, Италия) — итальянский футболист, защитник клуба «Ювентус».

## Клубная карьера
Николо Савона — воспитанник «Эгревиля» и «Ювентуса». В сезоне 2020/21 отдавался в аренду в СПАЛ. 18 июня 2022 сделал операцию на колене, из-за чего дебютный матч за «Ювентус Некст Джен» провёл лишь 30 ноября 2022 года против «ФеральпиСало». Из-за мышечных проблем пропустил 18 дней. Свой первый гол забил 7 мая 2024 года в ворота «Ареццо», реализовав пенальти. За «Ювентус» дебютировал 19 августа в матче против «Комо».

## Карьера в сборной
Сыграл 1 матч за сборную Италии до 20 лет против сборной Польши.